# 奈爾克與傳說之鍊金術士們 ～新大地之鍊金工房～
《奈爾克與傳說之鍊金術士們 ～新大地之鍊金工房～》是由光榮特庫摩的子公司Gust所製作，於2019年1月31日發售的角色扮演遊戲。發行平台為PlayStation 4、PlayStation Vita、任天堂Switch。Microsoft Windows版本於2019年3月26日上架。

## 概要
以鍊金術為題材的「鍊金術士」系列的20周年紀念作品。主角作為邊境村落的負責管理官召集了歷代作品的角色，借他們的力量促使村莊發展。本作的角色設計師是由「不可思議」系列的角色設計師NOCO擔任，過去的角色也交由NOCO重新設計。

## 遊戲系統
遊戲流程
本作是以主角被指派到村落中進行「村落發展」一事做為主旨。實際上的作為，首先先從小的店面開始做起，從店面中獲取金錢以後，改造村中的建築與設施，將村落培養成能吸引很多人前往的城鎮。
一週的生活
一個星期大致可以被分為平日與假日，平日與假日可以採取的行動是不一樣的。
平日處理居民的各種委託與調解案件，並著手城鎮發展。城鎮發展並沒有特別限制，可以自由建造與設計。
假日可以與居民交流，並和同伴外出擴展視野。也可以去調查「格蘭茲瓦托之樹」。另外，也能與同伴一起研究鍊金術，入手新的食譜或稀有道具。還有能結合多人的力量鍊金──被稱為「共同鍊金」的鍊金術。
幫手
主角的村落開始興起之後，歷代角色會作為幫手不斷出現。以夥伴的身分，開始用鍊金術調和道具、調查周邊村落與採集素材，幫忙經營店面等大大小小的事情。只是會有聘金存在，必須付出對應的價格。
戰鬥系統
採用傳統鍊金工房的做法。根據時間軸讓每個人選擇進行攻擊、技能、道具來行動。
在本作中的隊列編排人數上限為5人。自動移動，若有敵人存在會自動觸發戰鬥。玩家可以自由使用各個角色強大的攻擊、回復、提升狀態等各式各樣的技能。

## 登場人物

### 原創角色
奈爾克・馮・露修塔姆
配音：本泉莉奈（日本）
本作的主角。以第一名畢業於王都某學院之高材。
雖然崇拜格蘭茲瓦托賢人，但由於沒有鍊金術士的才能，現在正在摸索著可以對人們做出貢獻的方法。以身為領主父親的代理身分，成為邊境村莊威斯忒巴爾特村的負責管理官。
宓絲蒂・艾爾露特
配音：關根明良（日本）
主人公手下的女僕。不僅擅長所有家事等女僕基本技能，同時也具備身為護衛的戰鬥技能。
個性冷酷，總是不太將情感顯露於外。對於主人公奈爾克也會淡然地講道理，給人冷酷毒舌的印象。
克洛斯
配音：辻井健吾（日本）
威斯忒巴爾特的前村長兒子，現任村長。身材壯碩，擁有能討伐闖入村莊魔物的實力，個性沉穩。因為是村長，說話上希望讓人覺得豪爽，反而成就一種獨特的說話方式。
羅塔司・麥可瑞格
配音：成瀨誠（日本）
與奈爾克是舊識。以奈爾克的監督人身分來到威斯忒巴爾特。個性開朗，經常情緒高昂。會突然出現在執務室，或是暗中進行各種行動等。是個神出鬼沒、很多地方難以捉摸的男性。

### 歷代角色
詳細請參考各作品。
瑪爾羅涅
配音：池澤春菜（日本）
《鍊金術士瑪莉 ～薩爾博格的錬金術士～》的主角。通稱「瑪莉」。
在某個皇家學院裡，以「創校以來成績最低」而被廣為人知的鍊金術士。與奈爾克等人相遇，一起幫忙尋找格蘭茲瓦托之樹與發展威斯忒巴爾特村。
艾露菲爾・特勞姆
配音：長澤美樹（日本）
《鍊金術士艾莉 ～薩爾博格的錬金術士2～》的主角。通稱「艾莉」。
與瑪莉一同旅行的鍊金術士。雖然認真規矩喜歡細心照顧人，但時常搞砸事情。喜歡蜂蜜與起司蛋糕等甜食。
莉莉
配音：那須惠（日本）
《鍊金術士莉莉 ～薩爾博格的錬金術士3～》的主角。
從比瑪莉、艾莉還要更之前的時代來的女性。沉醉於鍊金術中，用自己的方式學習鍊金術。容易沉醉於某些事物的個性也是失敗的原因。非常喜歡甜食。在調和時因為爆炸而被傳送到威斯忒巴爾特村。
恩戴克・亞德
配音：小杉十郎太（日本）
「薩爾博格」系列的角色。
薩爾博格王國的王國騎士團團長，被稱為王國最強的騎士。雖然沉默寡言，但是內心擁有強烈的鬥志，不斷尋找著必須擊倒的敵人。
美優・薩克斯坦斯
「薩爾博格」系列的角色。
薇歐菈・普拉塔
配音：下屋則子（日本）
《鍊金術士薇歐 ～葛拉姆奈特的鍊金術士2～》的主角。通稱「薇歐」。
在卡洛特村與哥哥一起生活的鍊金術士。擅長做家事，個性開朗又有精神。最喜歡吃卡洛特村的名產紅蘿蔔。對於紅蘿蔔，有著超乎常人的熱情。
克雷因・奇斯林克
配音：柿原徹也（日本）
《鍊金術士伊莉絲 永恆的瑪那》的主角。
從一個充滿瑪娜之力的世界，來到此地的鍊金術士。原本喜怒不形於色，但個性開始有些變化……。
菲爾特・布蘭希蒙
配音：羽多野渉（日本）
《鍊金術士伊莉絲 永恆的瑪那2》的主角。
和青梅竹馬旅行的鍊金術士。鍊金術的才能甚高，但比起讀書，習武應更適合其性向。好奇心旺盛，樂於濟弱扶傾。
薇潔・布蘭希蒙
配音：倖月美和（日本）
《鍊金術士伊莉絲 永恆的瑪那2》的主角。
與青梅竹馬菲爾特一起旅行的鍊金術士。鍊金術技巧雖不高，但是個認真的努力家，也有相當的技術與知識。個性溫和，運用鍊金術支援著青梅竹馬。
艾吉・樊海德
配音：佐佐木望（日本）
《鍊金術士伊莉絲 莊嚴幻境》的主角。
以探索異世界維生的“密斯特魯斯”之一員。寡言且態度粗魯故常遭誤會，其實是內心溫柔之人。
維因・奧雷歐斯
配音：石田彰（日本）
《瑪那鍊金術 ～學園鍊金術士們～》的主角。
過去曾在深山中與黑貓相依為命，過著平淡生活的少年。被學習鍊金術的學園發掘，決心學習鍊金術。個性內向，不擅交際，或許也因此容易被捲入麻煩事當中。
羅傑路克斯・麥茜
配音：小野大輔（日本）
《瑪那鍊金術2 ～沒落學園與鍊金術士們～》的主角。通稱「羅傑」。
沉默寡言、外表冷漠的的鍊金術士。外表雖然冷漠，但實際上很會照顧人，最近開始認真地學習起鍊金術。
裴裴隆奇諾
配音：小杉十郎太（日本）
《瑪那鍊金術2 ～沒落學園與鍊金術士們～》的角色。通稱「裴裴隆」。
為了能成為獨當一面的精靈，日夜持續修行的精靈。外表比起其他精靈顯得壯碩，但是本人對於自己的可愛度有著滿滿的自信。
蘿樂萊娜・菲立克塞爾
配音：門脇舞以（日本）
《蘿樂娜的鍊金工房 ～亞蘭德之鍊金術士～》的主角。通稱「蘿樂娜」。
個性隨和，開朗活潑的鍊金術士。有著會把人的名字簡稱的特殊癖好。興趣與專長是製作派。
托托莉亞・赫爾默德
配音：名塚佳織（日本）
《托托莉的鍊金工房 ～亞蘭德之鍊金術士2～》的主角。通稱「托托莉」。
漁村出身的鍊金術士。內向又懦弱的個性，學習鍊金術的同時慢慢變得積極。
梅露露琳絲・蕾蒂・亞爾茲
配音：明坂聡美（日本）
《梅露露的鍊金工房～亞蘭德之鍊金術士3～》的主角。通稱「梅露露」。
某王國的前公主。想要故鄉富饒，因而運用鍊金術力量進行開拓事業。開朗積極的性格，做事比較容易衝動，先做再說。
史特爾肯布魯克・庫拉哈
配音：小杉十郎太（日本）
「亞蘭德」系列的角色。通称「史特爾克」。
亞蘭德王國的騎士。劍術高強，非常認真的青年。但是因為笨拙又沉默寡言，第一次見到他的人會覺得他難以接近。
愛夏・阿圖爾
配音：井上麻里奈（日本）
《愛夏的鍊金工房～黃昏大地之鍊金術士～》的主角。
在人煙稀少的鍊金工房，以藥師身分維生的鍊金術士。個性溫和但我行我素，有著絕不輕易屈服的強韌個性。
愛絲卡・梅莉耶
配音：村川梨衣（日本）
《愛絲卡&羅吉的鍊金工房～黃昏天空之鍊金術士～》的主角。
與羅吉一起在開發班部門以職員身分工作的鍊金術士。抱著能夠以自己的鍊金術帶給人們幸福的信念而不斷努力。個性開朗又有些天真。超喜愛吃甜食。
羅吉克斯・菲克薩立
配音：石川界人（日本）
《愛絲卡&羅吉的鍊金工房～黃昏天空之鍊金術士～》的主角。通稱「羅吉」。
與愛絲卡一起在開發班部門以職員身分工作的鍊金術士。將劍術與鍊金術結合運用。個性認真，也有些不善處世，開不得玩笑的地方。但是在與愛絲卡的交流過程中，有漸漸改善。
夏露羅蒂・艾爾蜜娜思
配音：上坂堇（日本）
《夏莉的鍊金工房～黃昏海洋之鍊金術士～》的主角。
懷抱著「總有一天要創下大事業」野心的鍊金術士。為達成野心，在威斯忒巴爾特亦日日力求精進。個性爽朗爽朗活潑，做事不考慮先後喜歡橫沖直撞。
蘇菲・諾伊恩繆拉
配音：相坂優歌（日本）
《蘇菲的鍊金工房～不可思議書的鍊金術士～》的主角。
以無私奉獻的鍊金術士為目標，四處旅行。開朗的個性能緩和周遭氣氛，但是也有少根筋的時候。非常熱愛鍊金術，能為他人而用時會感到莫大的喜悅。
菲莉絲・密斯忒盧特
配音：本渡楓（日本）
《菲莉絲的鍊金工房 ～不可思議旅的鍊金術士～》的主角。
礦山城鎮出身，喜歡旅行的鍊金術士。個性穩重成熟，有著堅強的韌性與旺盛的好奇心。飲食上喜歡吃肉，不喜歡蔬菜。
莉迪・瑪蓮
配音：長繩麻理亞（日本）
《莉迪&蘇瑞的鍊金工房 ～不可思議繪畫的鍊金術士～》的主角。
經營鍊金工房的孿生子鍊金術士的姊姊。性情不疾不徐，溫柔婉約。凡事依自己的步調行事，有點天真。因身為姊姊故常讓步，但對感興趣的事特別積極。
帕梅拉・依畢斯
配音：谷井明日香（日本）
在許多鍊金工房系列都有登場的角色。
在本作為暫住威斯忒巴爾特，職業為行商的女性。待人處事不慍不火，有些令人無法捉摸的性格。
光格爾・波魯多涅斯
配音：立木文彦（日本）
在許多鍊金工房系列都有登場的角色。
在本作為威斯忒巴爾特裏手藝高超的工匠。負責建造奈爾克委託的建築物。自認為唱歌很好聽，實際上是個音痴。
精靈
配音：生田善子（日本）
在許多鍊金工房系列都有登場的角色。
居住在村莊附近精靈之里。以幫助鍊金術士們謀生為主業。性別不明，以「僕（ぼく）」（一般男性自稱）自稱。

## 主題曲
片頭曲「Alchemia」
作曲、編曲：阿知波大輔；作詞：青木香苗；演唱：中惠光城

## 外部連結
- 官方网站：日文、中文